# Міс Всесвіт 1957
«Міс Всесвіт 1957» — шостий конкурс краси «Міс Всесвіт», що відбувся 19 липня 1957 року в муніципальному залі Лонг-Біч у Лонг-Біч, Каліфорнія, США.
Гледіс Зендер з Перу перемогла у конкурсі, а корону їй принесла Керол Морріс зі Сполучених Штатів. Зендер стала першою представницею Перу і першою латиноамериканкою, яка виграла конкурс.
Після її перемоги стало відомо, що Зендер було лише сімнадцять років, що на п'ять місяців менше мінімального віку конкурсу – вісімнадцяти. Організатори конкурсу вирішили, що вона може залишити собі корону після того, як їм сказали, що у своїй країні вона вважається вже вісімнадцятирічною через старий звичай, який їм пояснив тодішній посол Перу в Сполучених Штатах Фернандо Беркемейєр Пасос . 
Учасники з тридцяти двох країн і територій змагалися в конкурсі. Ведучим конкурсу вшосте був Боб Рассел.

## Передісторія

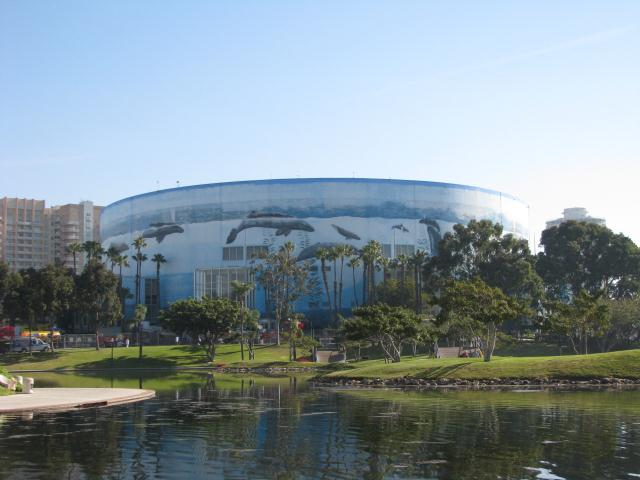
Муніципальна аудиторія Лонг-Біч, місце проведення конкурсу "Міс Всесвіт" 1957 року

### Відбір учасників
Для участі в конкурсі було відібрано учасниць з тридцяти двох країн і територій. Це був перший конкурс, у якому жінки, які перебували в шлюбі та мали дітей, не могли брати участі, що, своєю чергою, стало причиною дискваліфікації однієї з кандидаток після попереднього відбору.  Одну учасницю було обрано на заміну початкової представниці.

#### Дебюти, повернення та зняття коштів
У цьому виданні дебютували Мартиніка, Марокко та Парагвай, а також повернулися Австрія, Цейлон, Гаваї та Південна Корея. Австрія та Гаваї востаннє змагалися у 1953 році, а Цейлон та Південна Корея — у 1955 році . Британська Гвіана, Чилі, Домініканська Республіка, Голландія та Сполучені Штати відмовилися від участі.  Корін Роттшефер з Голландії мала брати участь у змаганнях, проте вона щойно виграла інші міжнародні змагання, які унеможливлювали взяття участі. Роттшефер змагалася наступного року.  Британська Гвіана, Чилі та Домініканська Республіка відмовилися від участі після того, як їхні відповідні організації не змогли провести національні змагання або призначити делегата. 

#### Дискваліфікація Міс США
Леону Гейдж, «Міс США 1957», було оголошено однією з п'ятнадцяти півфіналісток, але її виключили з конкурсу вдень перед фіналом після того, як з'ясувалося, що вона заміжня та має двох маленьких дітей.   Міс Аргентина, Моніка Ламас, яка посіла шістнадцяте місце на відборі  замінила Гейдж.  Гейдж також позбавили титулу «Міс США», і її замінила Шарлотта Шеффілд з Юти . Шеффілд, проте, не змогла взяти участь, оскільки попередній відбір вже відбувся.   Шеффілд змагалася на «Міс Світу 1957» і не посіла місце у фіналі. 

## Результати

### Призові місця
| Placement        | Contestant |
| ---------------- | --- |
| Міс Всесвіт 1957 | - Перу– Гледіс Сендер |
| 1-а віце-міс     | - Бразилія – Терезінья Моранго |
| 2-а віце-міс     | - Англія– Соня Гамільтон |
| 3-я віце-міс     | - Англія – Марія Гаміо |
| 4-а віце-міс     | - Західна Німеччина – Герті Дауб |
| Top 15           | - Аляска- Марта Леманн - Аргентина- Моніка Ламас - Австрія - Ханерл Мелчер - Канада - Глорія Ноукс - Греція- Лігія Каравія - Італія - Валерія Фабріці - Японія - Кьоко Отані - Марокко - Жаклін Бонія - Швеція- Інгер Джосон - Уругвай - Габріела Паскаль |

### Особливі нагороди
| Нагорода              | Учасник                          |
| --------------------- | -------------------------------- |
| Міс Дружба            | - Пуерто-Рико – Мапіта Меркадо   |
| Міс Фотогенічність    | - Західна Німеччина - Герті Дауб |
| Міс Популярна Дівчина | - Канада – Глорія Ноукс          |

### Формат
Як і в 1956 році, п'ятнадцять півфіналісток були обрані на попередньому конкурсі, який складався з конкурсу купальників та вечірніх суконь.  Кожна з п'ятнадцяти півфіналісток виступила з короткою промовою під час фінальної трансляції рідною мовою. Після цього вони продемонстрували себе у купальниках та вечірніх сукнях, і було обрано п'ятьох фіналісток. 

### Відбіркова комісія
- Ерл Вілсон – американський журналіст та колумніст [12]
- Альберто Варгас – перуансько-американський художник, відомий своєю картиною «Дівчата Варгас» [12]
- Вінсент Тротта – американський художник [12]
- Лоїс Дж. Свансон
- Роджер Цайлер – французький представник Комітету «Міс Європа»

## Учасниці

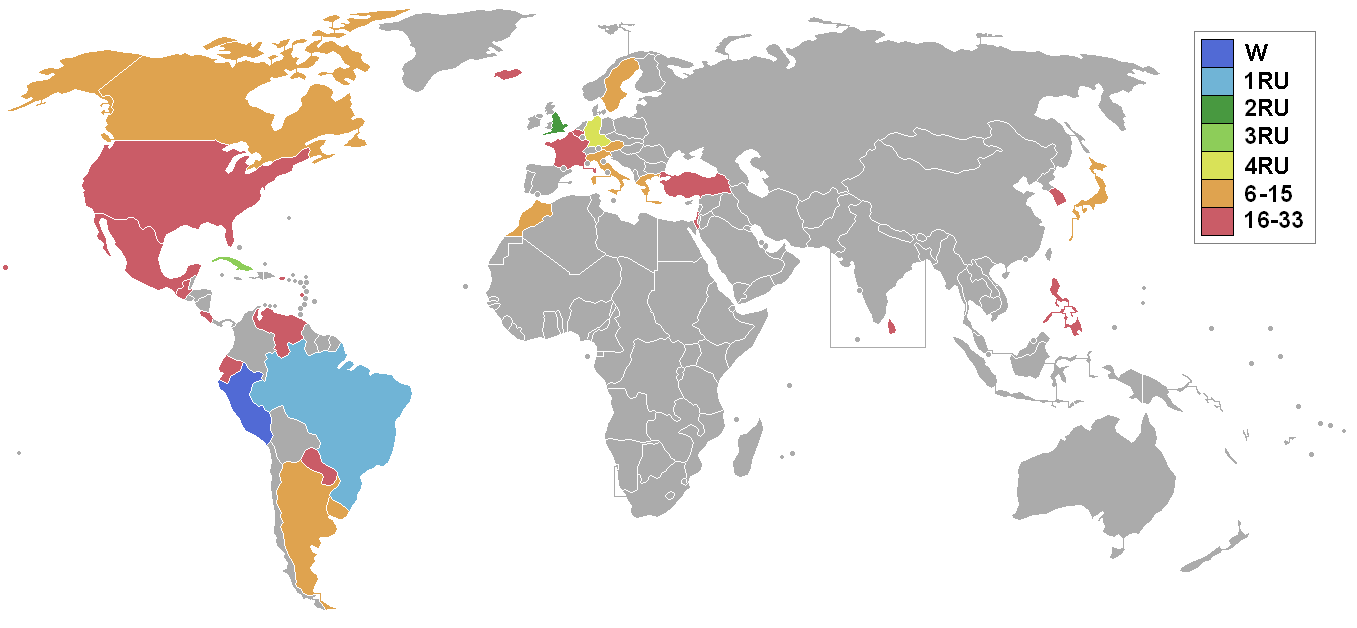
Країни та території-учасниці конкурсу "Міс Всесвіт 1957"

Тридцять дві учасниці  змагалися за титул. 
| Country/Territory                                                        | Contestant           | Age | Hometown              |
| ------------------------------------------------------------------------ | -------------------- | --- | --------------------- |
| Аляска                                                                   | Марта Леманн         | 18  | Фербанкс              |
| Аргентина                                                                | Моніка Ламас         | 20  | Буенос-Айрес          |
| Австрія                                                                  | Ханерл Манерл        | 19  | Відень                |
| Бельгія                                                                  | Жанін Анотьйо        | 19  | Брюссель              |
| Бразилія                                                                 | Терезіна Моренго     | 20  | Сао-Пауло-де-Олівенса |
| Канада                                                                   | Глорія Ноукс         | 18  | Торонто               |
| Цейлон                                                                   | Камеллія Перера      | 23  | Коломбо               |
| Коста-Рика                                                               | Соня Крістіна Ікаса  | 18  | Сан-Хосе              |
| Куба                                                                     | Марія Роза Гаміо     | 19  | Гавана                |
| Еквадор                                                                  | Патрісія Бенітес     | 19  | Гуаякіль              |
| Англія                                                                   | Соня Гамільтон       | 23  | Лондон                |
| Франція                                                                  | Ліза Сімон           | 22  | Аржантей              |
| [[Файл:Помилка виразу: незрозуміле слово «old»\|20x13px\|Греція]] Греція | Лігія Каравія        | 18  | Афіни                 |
| Гватемала                                                                | Ана Вальда Олислегер | 18  | Гватемала(місто)      |
| Гаваї                                                                    | Рамона Тонг          | 19  | Гонолулу              |
| Ісландія                                                                 | Брандіс Шрам         | 19  | Рейкявік              |
| Ізраїль                                                                  | Атара Барзілай       | 18  | Тель-Авів             |
| Італія                                                                   | Валерія Фабріці      | 21  | Болонья               |
| Японія                                                                   | Кьоко Отані          | 21  | Токіо                 |
| Мартиніка                                                                | Гінет Сідаліз-Монтез | 18  | Фор-де-Франс          |
| Мексика                                                                  | Ірма Аревало         | 19  | Мехіко                |
| Марокко                                                                  | Жаклін Бонійя        | 19  | Касабланка            |
| Парагвай                                                                 | Люсі Монтанеро       | 19  | Асунсьйон             |
| Перу                                                                     | Гледіс Сендер        | 17  | Ліма                  |
| Філлліпіни                                                               | Мері Енн Коралес     | 21  | Mаніла                |
| Пуерто-Рико                                                              | Мапіта Меркадо       | 18  | Сан-Хуан              |
| Південна Корея                                                           | Парк-Хьон-Ок         | 21  | Сеул                  |
| Швеція                                                                   | Інгер Джонсон        | 20  | Мальме                |
| Туреччина                                                                | Гюлер Сірмен         | 18  | Стамбул               |
| Уругвай                                                                  | Габріела Паскал      | 18  | Монтевідео            |
| Венесуела                                                                | Консуело Нуел        | 20  | Caracas               |
| Західна Німеччина                                                        | Герті Дауб           | 19  | Hamburg               |